# Gara Takashima
Gara Takashima (高島 雅羅 Takashima Gara) es una seiyū japonesa nacida el 2 de marzo de 1954 en Tokio bajo el nombre Yumiko Takashima. Es reconocida, entre otros roles, por interpretar a Julia en Cowboy Bebop y a Hild en Aa! Megami-sama. Está casada con el también seiyū Banjō Ginga.
Ha sido condecorada con el premio "Kazue Takahashi" en la novena edición de los Seiyū Awards.

## Roles interpretados

### Series de Anime
- Aa! Megami-sama: Sorezore no Tsubasa como Hild
- Ai Yori Aoshi como la madre de Aoi
- Ana de las Tejas Verdes como Diana
- B't X como B'T Luna del Norte/Max
- Chu-Bra!! como Yōko Sagisawa
- City Hunter como Saori Murakoshi
- Clamp Gakuen Tanteidan como la madre de Suoh
- Cobra como Dominique Royal
- Cowboy Bebop como Julia
- Detective Conan como Eri Kisaki
- Devil May Cry como Amanda
- El Puño de la Estrella del Norte 2 como Sayaka
- El teatro de Rumiko como Hanako
- Emma como Dorothea Mölders
- Gordian El Guerrero como Saori Ōtaki
- Himiko-den como Tenmoku
- Kenja no Mago como Melinda Bowen[5]
- Lupin III: Parte II como Joanna, Latika, Marine y Sandora
- Mahō Tsukai Tai! como Azusa Amano
- Maison Ikkoku como la madre de Asuna, Hiyoko y Midori
- Maria-sama ga Miteru ～Haru～ como Yumiko Ikegami
- Michiko To Hatchin como Anastacia
- Mobile Suit Zeta Gundam como Hilda Bidan
- Orange como la abuela de Kakeru
- Record of Lodoss War: Crónicas del caballero heroico como Neese
- Silent Möbius como la Sra. Chrome y Rosa Cheyenne
- Slayers REVOLUTION como Gioconda
- Sorcerer Hunters como Amore
- Speed Grapher como Shinsen Tennouzu
- Tasogare Otome × Amnesia como Yukariko Kanoe (grande)
- Zoids: Chaotic Century como Luise
- Zone of the Enders como Linda Roland

### OVAs
- Aa! Megami-sama (2007 y 2011) como Hild
- B't X Neo como B'T Luna del Norte/Max
- Blue Submarine No. 6 como N'dull Gilford
- Detective Conan 2: 16 Sospechosos como Eri Kisaki
- Pokémon: Pichu to Pikachu no Fuyuyasumi (2001) como la Narradora
- Seito Shokun! como Michiko Kitashiro
- Violence Jack 2: Evil Town como Emii
- Yoroiden Samurai Troopers: Message como la madre de Suzunagi

### Películas
- Appleseed EX Machina como Athena
- Detective Conan 4: Testigo presencial como Eri Kisaki
- Detective Conan 10: El réquiem de los detectives como Eri Kisaki
- Doraemon 10: Nobita no Nippon Tanjou como Tsuchidama
- Dragon Age: Blood Mage no Seisen como Divine
- Locke the Superman (El Superman de las Galaxias) como Kei
- Magnetic Rose como Eva
- Mobile Suit Gundam: The 08th MS Team, Miller's Report como Alice Miller
- Mobile Suit Zeta Gundam: A New Translation como Hilda Bidan
- Ninja Scroll como Benisato
- Silent Möbius (ambas) como Lebia Maverick

### Videojuegos
- Sly 2: Ladrones de Guante Blanco como Contessa
- The Bouncer como Kaldea Orchid

### Doblaje
- Batman: la serie animada como Catwoman/Selina Kyle
- Inteligencia artificial como el Hada Azul
- Star Trek: La nueva generación como Deanna Troi
- Star Wars como Leia Organa
- The Descent como Sarah
- The Fly como Veronica Quaife
- Transformers: Generación 1 como Carly